# Ardito (torpediniera)
L’Ardito è stata una torpediniera di scorta della Regia Marina.

## Storia
Moderna unità della classe Ciclone, concepita appositamente per scortare i convogli lungo le pericolose rotte per il Nordafrica, la torpediniera entrò in servizio a metà 1942 ed ebbe intenso impiego nelle acque tra Italia, Libia, Grecia e Tunisia.
Una volta operativa fu assegnata alla III Squadriglia Torpediniere, effettuando un intenso periodo di addestramento iniziale.
Alle otto di sera del 12 ottobre salpò da Brindisi di scorta, insieme al cacciatorpediniere Folgore e da Recco ed alla torpediniera Clio, alla moderna motonave D'Annunzio; il convoglio si congiunse poi con un altro proveniente da Corfù (torpediniera Partenope e cacciatorpediniere Lampo di scorta alla motonave Foscolo); e giunse indenne in porto il 14, nonostante continui attacchi aerei che vennero respinti con il fuoco delle armi di bordo. L’Ardito e le altre unità della scorta ripartirono in giornata e scortarono poi le motonavi Sestriere e Ruhr in rotta di rientro, senza venire attaccati.
Il 4 novembre 1942 scortò indenne a Tripoli (insieme ai cacciatorpediniere Freccia, Folgore ed Hermes, quest'ultimo tedesco, ed alla torpediniera Uragano), nonostante ripetuti attacchi aerei britannici, un convoglio composto dalla nave cisterna Portofino e dai trasporti Col di Lana ed Anna Maria Gualdi.
Il 30 novembre, alle undici di sera, lasciò Napoli per scortare a Tripoli, insieme alle torpediniere Lupo, Aretusa e Sagittario, il convoglio «C», formato dai piroscafi Chisone, Veloce e Devoli. Intorno alle otto di sera del 2 dicembre il convoglio fu attaccato da quattro aerosiluranti Fairey Albacore dell'821° ed 828° Squadron di Malta: il piroscafo Veloce riuscì con le proprie mitragliere ad abbattere un velivolo, ma alle 20.15 fu colpito da un siluro che lo incendiò. La torpediniera Lupo rimase sul posto per fornire assistenza, mentre il resto del convoglio proseguì verso la propria destinazione. Tra le 23.30 e la mezzanotte Lupo e Veloce furono attaccati dalla Forza K britannica ed affondati dopo un impari combattimento.
Il 16 dicembre 1942 la torpediniera effettuò un'azione antisommergibile, conclusasi con il probabile danneggiamento di un'unità subacquea nemica.
Il 25 dicembre dello stesso anno l’Ardito e la gemella Ardente stavano scortando un convoglio nel golfo di Tunisi quando, una decina di miglia a nordovest dell'isola di Zembra, le navi vennero attaccate dal sommergibile britannico P 48: la reazione con bombe di profondità da parte delle due torpediniere colpì il sommergibile, che affondò con tutto l'equipaggio nel punto 37°15' N e 10°30' E.
Il 12 gennaio 1943 l’Ardito recuperò i naufraghi della gemella Ardente, affondata al largo di Punta Barone (Sicilia) a seguito di una collisione con il cacciatorpediniere Grecale.
La nave soccorse inoltre, in varie occasioni, naufraghi di mercantili affondati, venendo in un'occasione mitragliata da aerei nemici con danni e perdite tra l'equipaggio, riuscendo però ad abbattere due aerei.
Il 9 giugno 1943 la torpediniera effettuò un'altra azione antisom di cui non si sono potuti accertare i risultati.
Il 21-22 giugno 1943 la nave scortò a Siracusa un trasporto, che mentre entrava in porto fu attaccato da un'unità subacquea avversaria con il lancio di due siluri: da bordo dell’Ardito furono avvistate le scie e fu aperto il fuoco contro le due armi, permettendo al mercantile di accorgersi dell'attacco ed evitare i siluri. Seguì una pesante caccia antisommergibile da parte dell’Ardito, i cui risultati non sono stati però accertati.
Complessivamente la torpediniera effettuò 54 missioni di scorta, 26 delle quali nel 1942 e 28 nel 1943, abbattendo tutto quattro aerei angloamericani.
La proclamazione dell'armistizio sorprese l’Ardito nella base di La Spezia: nel corso della giornata dell'8 settembre 1943 l'unità ed una nave gemella, l’Aliseo, salparono dal porto ligure e diressero per Bastia, dove giunsero in serata, di scorta alla motonave armata Humanitas. Il 9 settembre le truppe tedesche tentarono con un colpo di mano l'occupazione del porto corso: l’Aliseo riuscì a salpare ed uscire dal porto, ma l’Ardito, mentre si preparava a sua volta a partire, venne cannoneggiata e mitragliata dai cacciasommergibili tedeschi UJ 2203 ed UJ 2219 e fatta oggetto anche del tiro delle mitragliere della motonave Humanitas, catturata dalle truppe germaniche: il fuoco di cannoni e mitragliere uccise 70 dei 180 membri dell'equipaggio dell’Ardito, oltre ad arrecare pesanti danni alla torpediniera; poi la nave, bloccata all'interno del porto, venne assaltata dalle truppe tedesche. Tuttavia, dopo la sorpresa iniziale, le truppe italiane organizzarono un contrattacco: gli artiglieri italiani riconquistarono le batterie costiere e l’Aliseo, poco fuori del porto, affrontò ed affondò l’UJ 2203 e l’UJ 2209 insieme ad un motobattello della Luftwaffe ed a cinque motozattere armate tedesche. Riparata alla meglio, l’Ardito poté lasciare il porto corso a seguito dell’Aliseo e fece rotta per Portoferraio (dove erano confluite numerose torpediniere, corvette ed unità minori ed ausiliarie provenienti dai porti del Tirreno), ove arrivò intorno alle 18 del 9 settembre, necessitando di riparazioni. Causa la serietà dei danni, l’Ardito, a differenza delle altre unità, non poté ripartire per il sud, ed il 16 settembre 1943 la torpediniera fu catturata dai tedeschi nel porto elbano. La nave venne quindi incorporata nella Kriegsmarine come TA 26 e nel gennaio 1944 fu assegnata alla X Flottiglia Torpediniere con base a Genova. Formalmente in servizio dal 18 dicembre 1943, in realtà compì le prove in mare appena il 2 febbraio 1944.
Nella notte tra il 24 ed il 25 aprile 1944 la TA 26 ed altre due torpediniere ex italiane, la TA 23 (ex Impavido) e TA 29 (ex Eridano) effettuarono la posa di un campo minato a meridione di Capraia, ma poco dopo la TA 23 urtò una mina rimanendo danneggiata; la TA 26 la prese a rimorchio, ma dopo un infruttuoso attacco di motosiluranti britanniche, la TA 23, irrimediabilmente danneggiata, dovette essere abbandonata e finita dalle navi gemelle; TA 26 e TA 29 rientrarono poi a Portoferraio scampando anche ad un attacco aereo (che si concluse con il lieve danneggiamento della TA 29 e l'abbattimento due aerei).
Nella notte tra il 14 ed il 15 giugno 1944 la TA 26, mentre era in navigazione – al comando del Kapitanleutnant Albrand – assieme alla torpediniera TA 30 (ex Dragone) nelle acque prospicienti Rapallo per una missione di posa di mine, fu attaccata dalle motosiluranti statunitensi PT 552, PT 558 e PT 559: centrata da un siluro, la TA 26 saltò in aria e s'inabissò nel punto 43°58' N e 9°29' E, portando con sé 90 uomini.
Comandanti
Tenente di vascello Emanuele Corsanego (nato a Nervi il 22 aprile 1908) (luglio - dicembre 1942)
Capitano di corvetta Silvio Cavo (nato a Boissano il 21 febbraio 1904) (dicembre 1942 - settembre 1943)